# ارژانتا
ارژانتا (به فرانسوی: Argentat) یک کمون در فرانسه است که در canton of Argentat واقع شده‌است.

## خصوصیات
ارژانتا ۲۲٫۴۱ کیلومترمربع مساحت و ۳٬۰۵۲ نفر جمعیت دارد و ۱۸۸ متر بالاتر از سطح دریا واقع شده‌است.

## خواهرخوانده
شهرهای باد کونیش و Sakal خواهرخوانده‌های ارژانتا هستند.

## نگارخانه

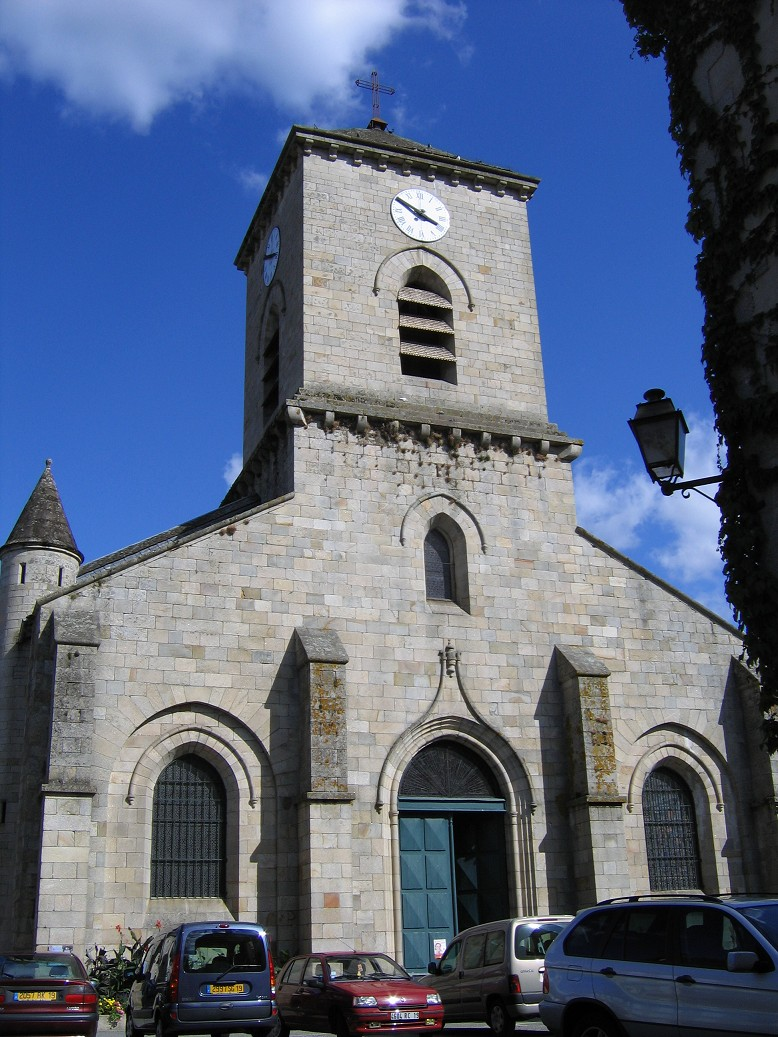
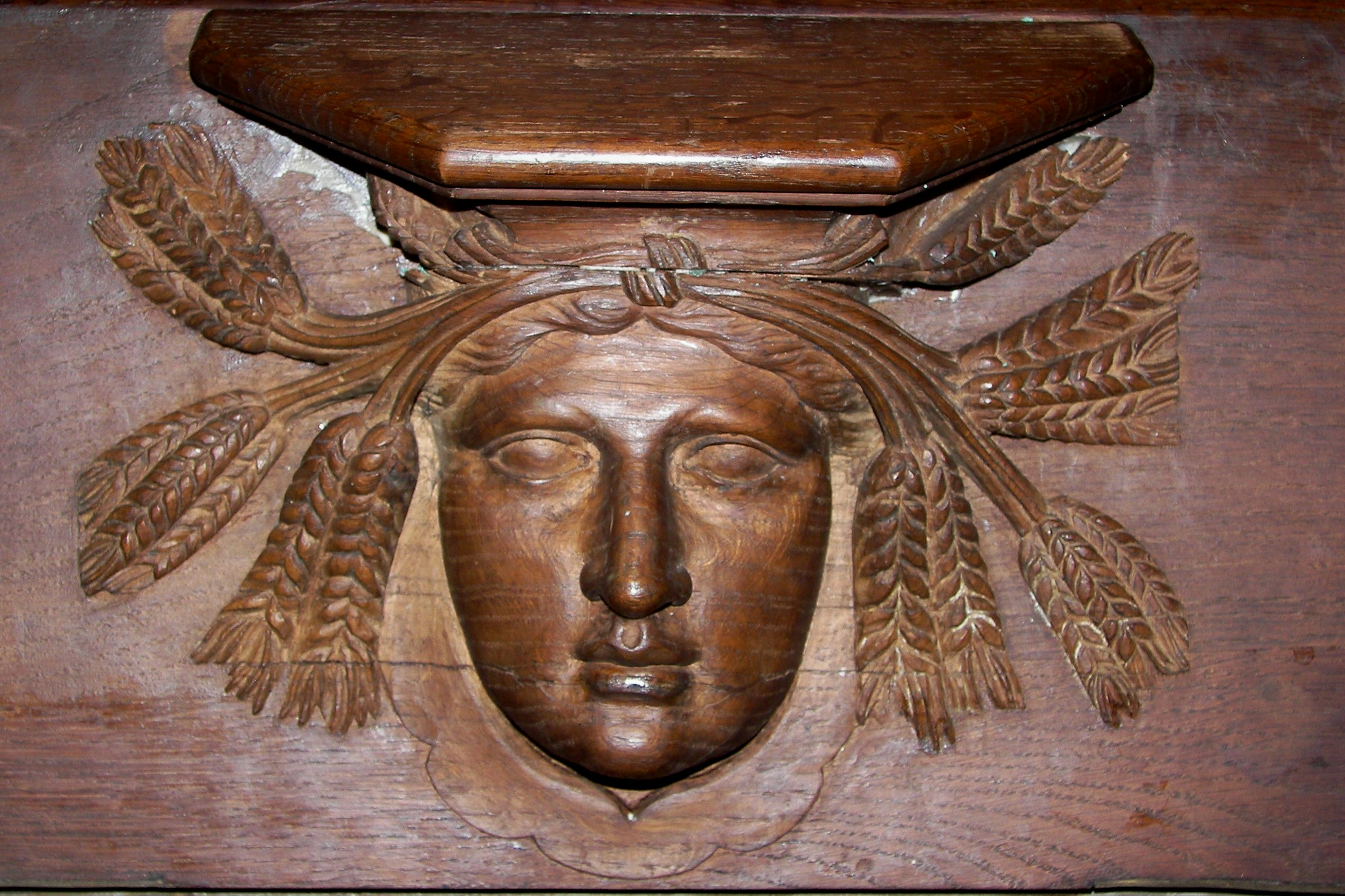
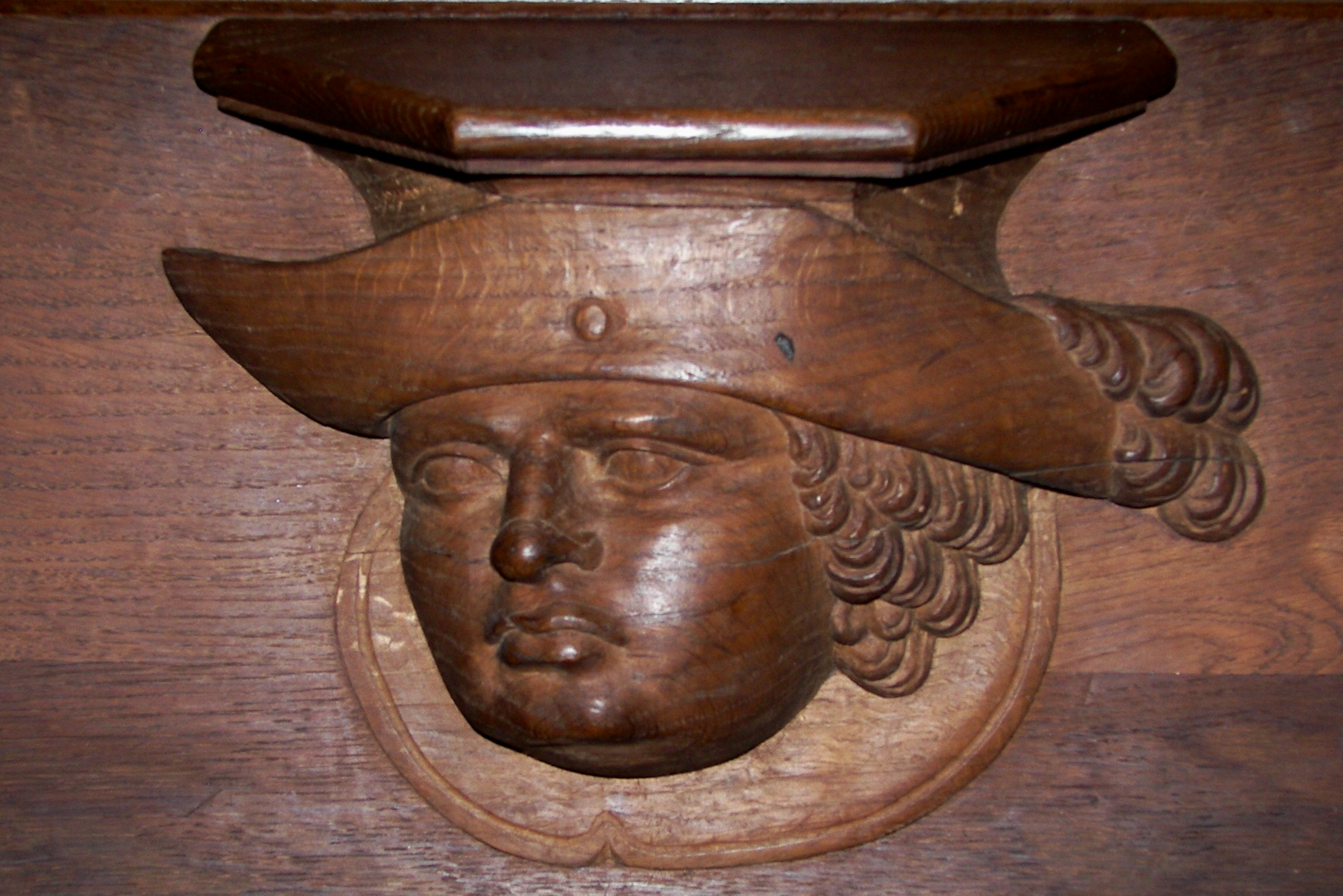
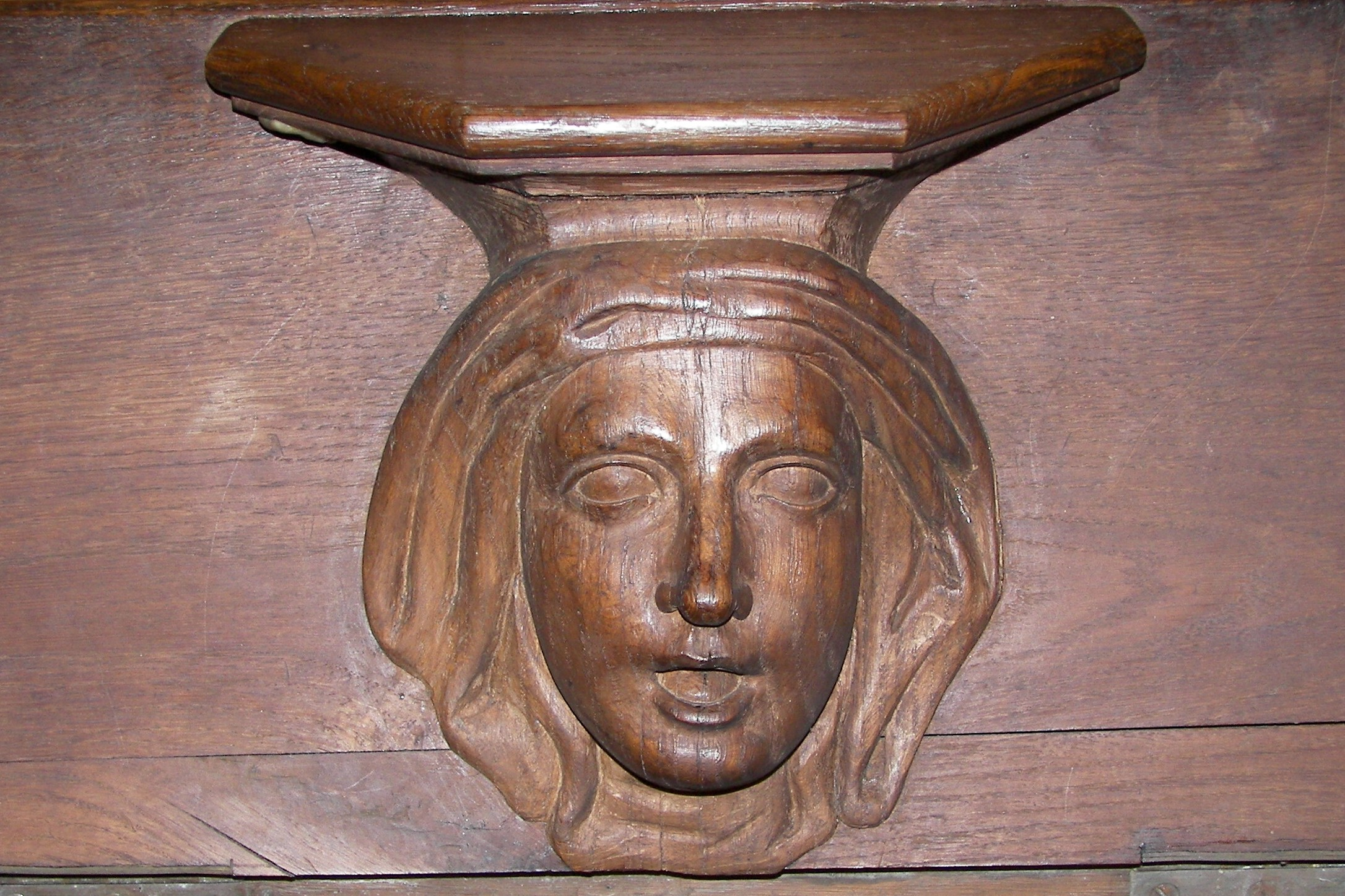
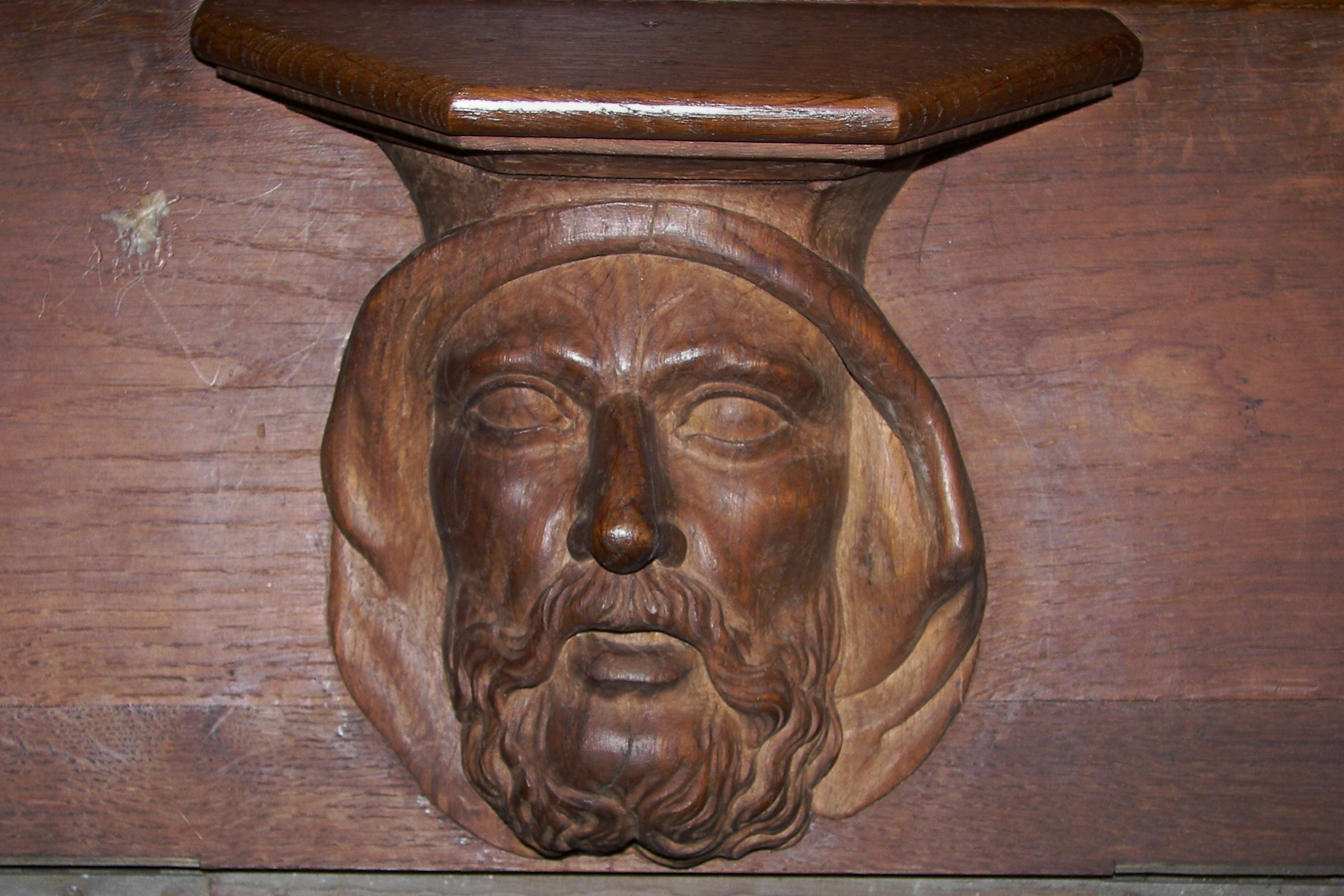
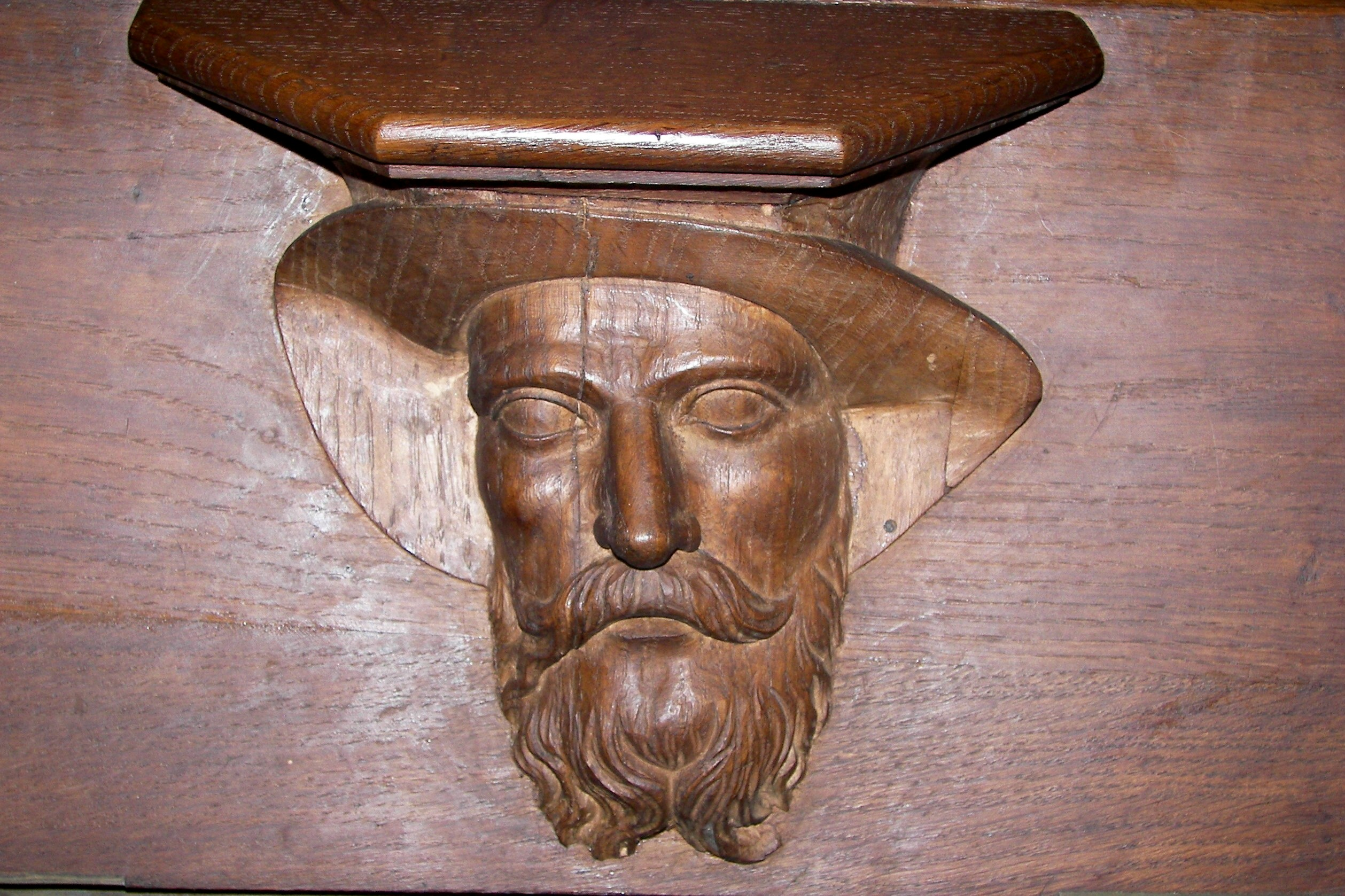